# Seweryn Filleborn
Seweryn Grzegorz Filleborn (ur. 1815 w Warszawie, zm. 1850 w Warszawie) – poeta polskiego romantyzmu, cygan i folklorysta.

## Życiorys
Naukę pobierał w Liceum Warszawskim. W życiu prywatnym znany był z dziwacznego stylu życia. Słynny był „lasek Filleborna”, posadzony przez niego w prywatnym mieszkaniu w pałacu Grabowskich na Miodowej.
Wiersze swoje ogłaszał w warszawskich czasopismach literackich oraz w Pamiętniku Sceny Warszawskiej. Twórczość poetycka obejmowała wiersze nastrojowe (np. Poranek), naśladowania „pieśni gminnej” (np. Trzy światy, Podolanka) oraz utwory przedstawiające problem skonfliktowania artysty ze światem. Spisywał też pieśni, podania i obrzędy ludowe.
Organem Cyganerii Warszawskiej było redagowane przez Seweryna Filleborna wspólnie z Romanem Zmorskim literackie pismo Nadwiślanin. Poza własnymi wierszami poeta zamieszczał w nim artykuły dotyczące literatury.

## Twórczość
Jedyny tom Filleborna „Poezyje” ukazał się z datą wydania 1847 w Warszawie nakładem księgarni Gustawa Sennewalda po przejściu przez cenzurę w maju 1846. Autor opatrzył tom wstępem do czytelnika, zawierającym jego poglądy na poezję oraz mottem, którym był nieco zmieniony cytat z „Konrada Wallenroda” Mickiewicza: „I wszystkie struny trącam po kolei, prócz jednej struny – prócz struny wesela”. Cyfrowe wydanie dostępne jest na stronie Biblioteki Narodowej.